# Ravno
Ravno ist ein Ort und die zugehörige Verbandsgemeinde im Süden von Bosnien und Herzegowina.
Die Verbandsgemeinde Ravno gehört zum Kanton Herzegowina-Neretva in der Föderation Bosnien-Herzegowina. Die Gemeinde entstand, als mit dem Vertrag von Dayton die Gemeinde Trebinje durch die Entitätengrenze geteilt wurde. Der westliche Teil bildet heute die Gemeinde Ravno, die mit etwa 3.300 Einwohnern zu den kleinsten Gemeinden des Landes zählt.

## Bevölkerung
Bei der Volkszählung 1991 lebten auf dem Gebiet der heutigen Gemeinde Ravno insgesamt 2957 Einwohner, davon
- Kroaten: 2274 (76,9 %)
- Serben: 621 (21,0 %)
- Muslime (als Nationalität): 32 (1,1 %)
- Andere: 30 (1,0 %)

Bei der letzten Volkszählung 2013 lebten in der Gemeinde Ravno insgesamt 3.219 Einwohner, davon
- Kroaten: 2.633 (81,8 %)
- Serben: 558 (17,3 %)
- Bosniaken: 20 (0,6 %)
- Andere: 8 (0,2 %)

## Geografie

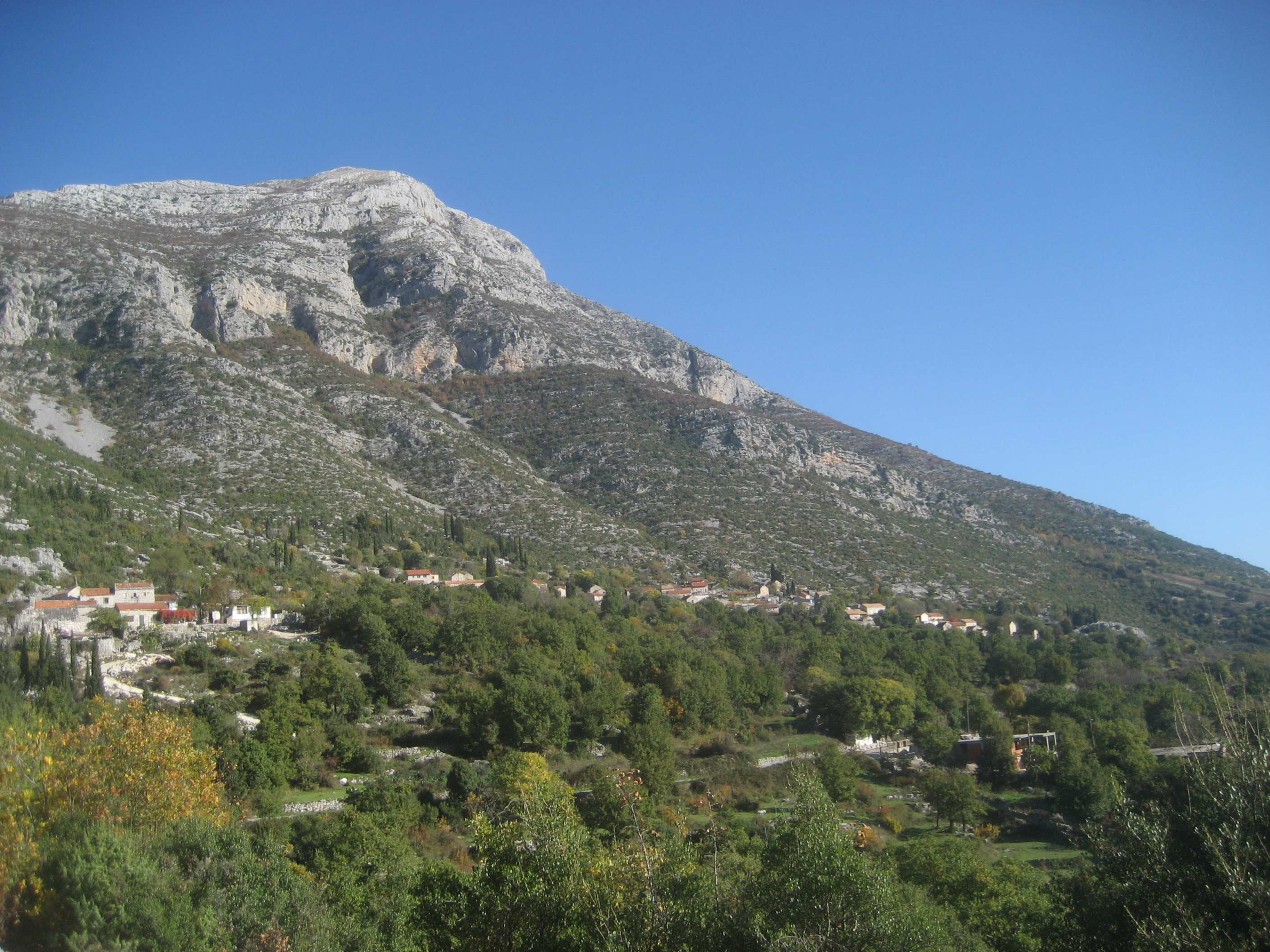
Blick über Ravno

Ravno liegt etwa 120 Kilometer südlich von Sarajevo und hat eine Gesamtfläche von rund 286 Quadratkilometern. Die Verbandsgemeinde Ravno besitzt eine Ausdehnung von ungefähr 50 Kilometern Länge (von Nordwest nach Südost) und 8 Kilometern Breite (von Südwest nach Nordost).

### Verkehr
Ravno wurde früher von der schmalspurigen Dalmatinerbahn erschlossen.

### Nachbargemeinden
Ravno grenzt im Westen auf rund 70 km an Kroatien. Die Nachbargemeinden sind Neum im Norden, Dubrovnik (Republik Kroatien) im Westen und Trebinje (RS) im Osten.

## Dorfgemeinschaften
1. Velja
2. Trnčina
3. Trebljima
4. Ravno
5. Kalađurđevići
6. Cicrina
7. Orahov Do
8. Golubinac
9. Belenići
10. Kijev Do